# Sabino Sansonna
Sabino Sansonna (Varese, 3 marzo 1982) è un ex hockeista su ghiaccio italiano, militava come attaccante.

## Carriera
Sabino Sansonna crebbe nel settore giovanile dei Mastini Varese. Esordì con i Mastini in Serie A nella stagione 1999-2000.

## Palmarès

### Club
- Quarta Lega Svizzera: 1

Varese Killer Bees: 2008-2009